# 毛主席去安源
《毛主席去安源》是中华人民共和国“无产阶级文化大革命”期間刘春华創作的油画作品 ，以毛泽东到安源组织工人运动（1921年）并举行安源路矿工人大罢工（1922年）为表现题材的油画。中共稱该画“开创了无产阶级美术创作的新纪元”，“文革”期间在中国美术界具有和样板戏一样的地位。该画的单张彩色印刷数量累计达9亿多张，被认为是“世界上印数最多的一张油画”。

## 创作
它是江西省安源煤矿筹办“毛泽东思想照亮了安源工人运动”展览中的一幅画。交由偶然介入的中央工艺美术学院学生刘春华参与执笔创作。1967年10月1日该画在中国革命博物馆首度展出。次年5月《人民画报》以“毛主席去安源”为名、用彩色夹页首次发表了该画。1968年7月1日经当时四人帮成员江青批准，《人民日报》、《解放军报》、《红旗》杂志“两报一刊”再次以彩色单页形式隆重、热烈、公开发表。署名为“北京院校同学集体创作、刘春华等执笔”。该画的单张彩色印刷数量累计达9亿多张（不含转载），被认为是“世界上印数最多的一张油画”。当这幅画的印刷品送到各个基层单位的时候，到处张灯结彩，敲锣打鼓。
该画采用左右对称的图式构成，青年毛泽东占据了画面中心位置，身后是翻滚的乌云，沉降的地平线使群山显得低矮。他身穿长衫，手拿油纸伞。有人批评虽然山风吹拂着长衫，但身体结构的轮廓一点也没有得到体现。地上的草丛就像笨拙的工匠式描画，只好用阴影遮盖幼稚的技法。
画作的批判矛头，直指时任中国国家主席刘少奇曾领导安源工人运动的历史事实，以证实他以前就是一个“叛徒和工贼”，用来打倒国家主席刘少奇。并旗帜鲜明地向世人宣告：毛不仅是中国农民运动的领袖，也是中国工人运动的领袖。对该画的政治意图，1968年第9期《人民画报》曾报道：“在江青同志关怀和支持下，革命油画《毛主席去安源》诞生了！这幅油画成功地表现了我们伟大领袖毛主席青年时代的光辉形象和革命实践，是一幅热情歌颂毛主席无产阶级革命路线的艺术珍品。”。“文革”前，侯一民在1961年画过一幅《刘少奇与安源工人》的油画。为了赎罪补过，侯一民后来于1979年完成了油画《毛主席与安源工人在一起》。

## 传播
其后该画被收入全国统一的中小学课本作插图，并被仿制成上百种毛主席纪念像章、石膏工艺品等，广为传播。1960年代杭州东方红丝织厂曾以此画为蓝本出品了巨幅织锦（2.2 x 1.5m），气势雄伟（1992年10月13日在北京21世纪饭店拍卖，以6.3万美元成交）。
执笔者刘春华因此在政治上获得了极大荣誉，官至中共北京市委常委，经常参与外事接待等国务活动。

## 邮票
1968年中国人民邮政还发行了编号“文12”的《毛主席去安源》（尺寸：40 x 60mm）邮票，全套1枚，面值8分。设计者为孙传哲、万维生、李大玮。发行总量5000万枚（1997年参考市价110元）。此邮票因印有毛泽东肖像而一度被禁止盖销，后因有不法分子利用规定漏洞重复使用邮票，邮政管理部门不得不允许在不污损毛泽东肖像的前提下盖销该邮票。

## 影响
1980年代曾受到石鲁、叶浅予等名家和《美术》杂志的批评，谨严持重的美术史家也指出“其艺术性远远赶不上「文化大革命」后期的一些重要的美术作品”。
1995年10月刘春华将该画交中国嘉德公司举行的“95'秋季拍卖会”拍卖605万元（拍得者为中国建设银行广州市分行）。再次唤起了人们的关注和记忆，并由此陷入一系列诉讼：被郝国欣（时任展览总美术设计的北京电影学院美术系教师）、李绍洲诉侵犯著作权（共有）；国家国有资产管理局认定该画为国有资产，作出将其收归国库的行政裁定；中国革命博物馆亦将刘春华告上法庭，要求将此油画归为馆藏，成为轰动中国美术界、司法界的公共事件，被国内外媒体广泛报道。北京市第二中级人民法院判定，当时油画存放在建行，其国有状态没有改变，国家财产并未实际受损。因此对中国革命博物馆请求刘春华和建行返还油画的诉讼请求不予支持。判决指出，刘春华不是油画所有人，不应该将其作为个人所有财产委托拍卖，也不应得到拍卖价款。但按照中国有关法律规定，目前已超出通过诉讼追索时效。因此，刘春华不自愿交返拍卖所获收入，法院亦不能强制他返还。

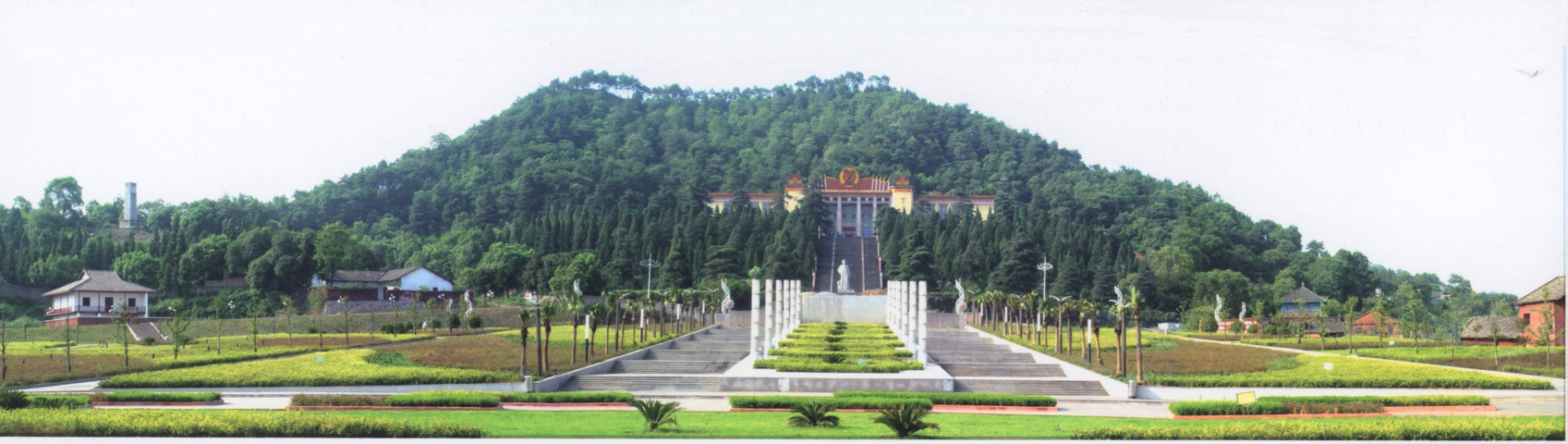
安源路矿工人运动纪念馆，远方中间白色雕塑为《毛主席去安源》

2002年中共中央办公厅批准，江西省萍乡市有关部门决定依照该画原作中毛的形象，塑造一尊毛泽东青铜雕塑像，安放在萍乡市安源煤矿新建的广场上。铜像采用芯块树脂砂技术，以锡青铜为材料，重3.7吨，高5.2米，基座高2.8米，整座雕像8米高。2004年11月29日至12月3日央视十套播出的系列节目《记忆·毛主席去安源》，也回顾了该画引起的历史场景。意味深长地透露出转型期社会冲突激起的情绪波澜和官方意识形态诱导的指向性。

### 引用
1. ↑  江西旅遊文化資源庫-網頁上有此油畫  的存檔，存档日期2014-09-03.
2. ↑  .   [2015-01-10]. （原始内容存档于2015-01-08） （英语）.
3. ↑  先后参与组织创办工人补习学校、安源路矿工人俱乐部和安源罢工的，还有李立三、刘少奇等人。
4. ↑  . 中國共產黨新聞網.   [2015-10-21]. （原始内容存档于2016-03-04）.
5. ↑  侯一民. . 《新中国美术图史》. 中国青年出版社.   [2014-11-12]. （原始内容存档于2016-03-04）.
6. ↑  季濤：《毛主席去安源》拍賣背後不為人知的官司 的存檔，存档日期2014-09-03.
7. ↑  刘春华《毛主席去安源》 （页面存档备份，存于）. 中国文化产业艺术网